# Richard Cassilly
Richard Cassilly (ur. 14 grudnia 1927 w Waszyngtonie, zm. 30 stycznia 1998 w Bostonie) – amerykański śpiewak operowy, tenor.

## Życiorys
Studiował w Peabody Institute w Baltimore. Początkowo występował jako chórzysta w teatrach na Broadwayu. W 1955 roku kreował rolę Michele w The Saint of Bleecker Street Gian Carlo Menottiego, w tym samym roku został członkiem zespołu New York City Opera, z którą debiutował w roli tytułowej w operze Piotra Czajkowskiego Kowal Wakuła. W 1965 roku miał miejsce jego europejski debiut (rola w Raskolnikoffie Heinricha Sutermeistera w Genewie). Od 1966 do 1975 roku był członkiem zespołu opery w Hamburgu. W latach 1968–1978 śpiewał także w Covent Garden Theatre w Londynie. Gościnnie występował w Paryżu i Wiedniu. W 1973 roku rolą Radamesa w Aidzie debiutował na scenie nowojorskiej Metropolitan Opera. Od 1986 roku prowadził klasę śpiewu na Boston University.
Do jego popisowych ról należały Canio w Pajacach, Florestan w Fideliu, Maks w Wolnym strzelcu, Herod w Salome, Don José w Carmen, Tamburmajor w Wozzecku, Jim Mahoney w Rozkwicie i upadku miasta Mahagonny partie tytułowe w Otellu, Parsifalu i Tannhäuserze.